# Jetjinn Sriprach
Jetjinn Sriprach (thailändisch เจตน์จิณณ์ ศรีปราชญ์, * 6. März 1992) ist ein thailändischer Fußballspieler.

## Karriere
Jetjinn Sriprach stand bis Ende 2016 bei Songkhla United unter Vertrag. Vorher spielte er beim Bangkok FC, Thai Airways FC, Ayutthaya FC und dem Sukhothai FC. Der Verein aus Songkhla spielte in der zweiten thailändischen Liga, der Thai Premier League Division 1. Anfang 2017 wechselte er zum Erstligaaufsteiger Thai Honda Ladkrabang nach Bangkok. Für den Verein absolvierte er zehn Spiele in der Thai Premier League. Nach der Hinserie verließ er Thai Honda und schloss sich dem ebenfalls in Bangkok beheimateten Erstligisten Port FC an. Hier stand er Bis Ende 2018 unter Vertrag. Für Port stand er zweimal auf dem Spielfeld. Die Hinserie 2019 spielte er beim Zweitligisten Samut Sakhon FC in Samut Sakhon, die Rückserie 2019 stand er beim Kasetsart FC in Bangkok unter Vertrag. Nach Vertragsende war er bis Juni 2020 vertrags- und vereinslos. Der Erstligaaufsteiger Rayong FC aus Rayong nahm ihn ab Juli 2020 unter Vertrag. Nach fünf Erstligaspielen für Rayong wechselte er Anfang 2021 zum Ligakonkurrenten Samut Prakan City FC nach Samut Prakan. Für Samut Prakan absolvierte er fünf Erstligaspiele. Am 1. Juli 2021 unterzeichnete er in Udon Thani einen Vertrag beim Zweitligisten Udon Thani FC. Nach sieben Zweitligaspielen für Udon Thani wechselte er zur Rückrunde 2021/22 im Januar 2022 zum Ligakonkurrenten Phrae United FC. Für den Verein aus Phrae absolvierte er 12 Spiele in der Rückrunde. Im Juli 2022 unterschrieb er in Suphanburi einen Vertrag beim Erstligaabsteiger Suphanburi FC. Nach zwei Spielzeiten, in denen er 48 Ligaspiele bestritt, wechselte er im Sommer 2024 zum Zweitligaaufsteiger Mahasarakham FC.